# 阪神2000系電車
阪神2000系電車（はんしん2000けいでんしゃ）は、阪神電気鉄道（阪神）が保有・運用した優等列車用の電車である。
本項では解説の便宜上、梅田方先頭車の車両番号 + F（Formation = 編成の略）を編成名として記述（例：2201以下6両編成 = 2201F）する。

## 概要
1970年（昭和45年）から1973年（昭和48年）にかけて製造された電機子チョッパ制御の7001・7101形、および抵抗制御の7801・7901形3次車（7840・7940以降）を1990年から1993年にかけて6両固定編成化改造のうえ、制御器を界磁添加励磁制御に換装して登場した。
4連および2連で運行されている7001形や7801形3次車は、7801形1次車や7601形を主な併結相手としていたが、8000系の増備に伴って1989年以降はこれらの形式も廃車対象となり、併結相手の不足につながることとなった。これを機に新製冷房車グループで6両固定編成を組成し、車体や制御器の更新を行ったのが本形式である。

### 登場の経緯

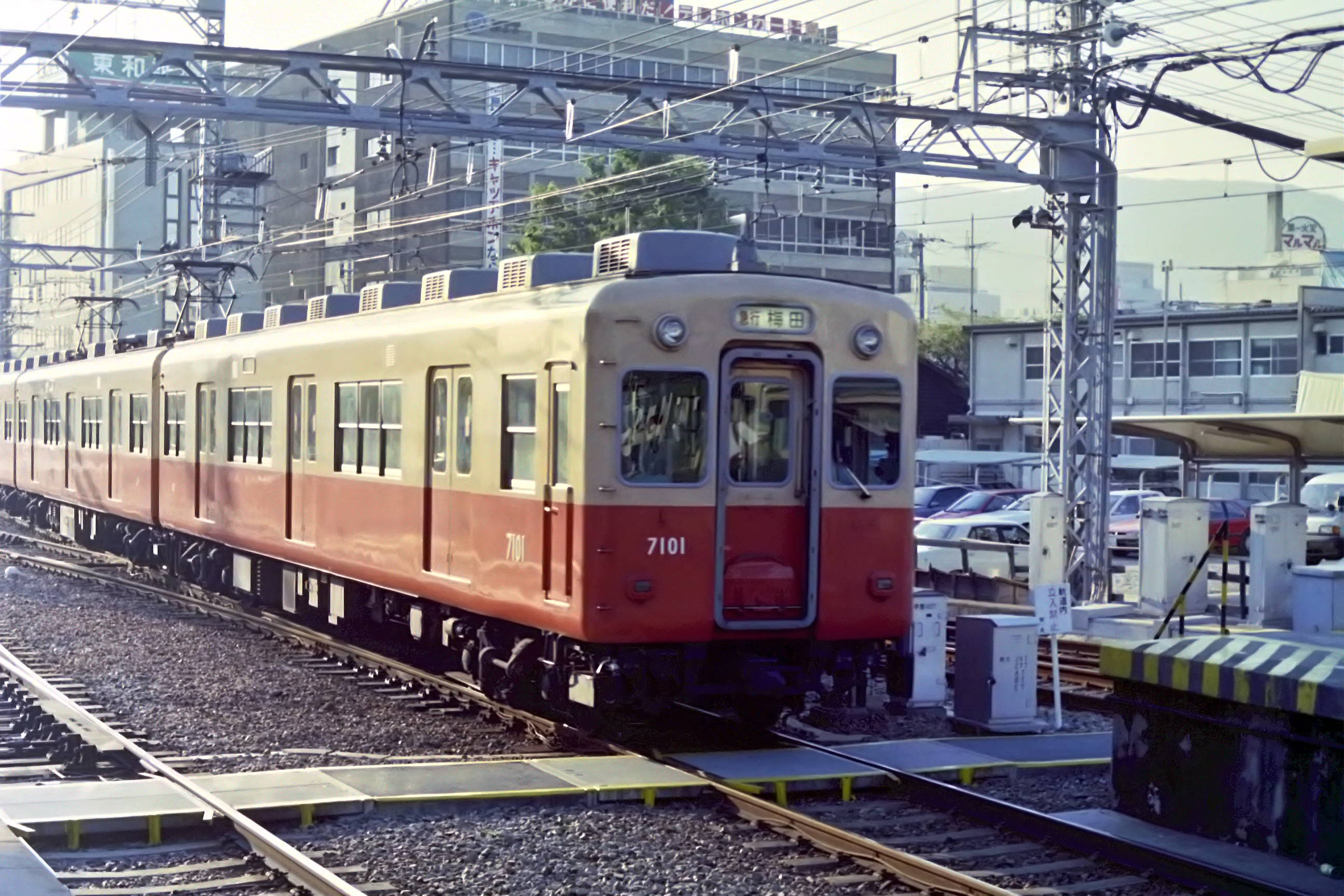
改造種車の7001・7101形

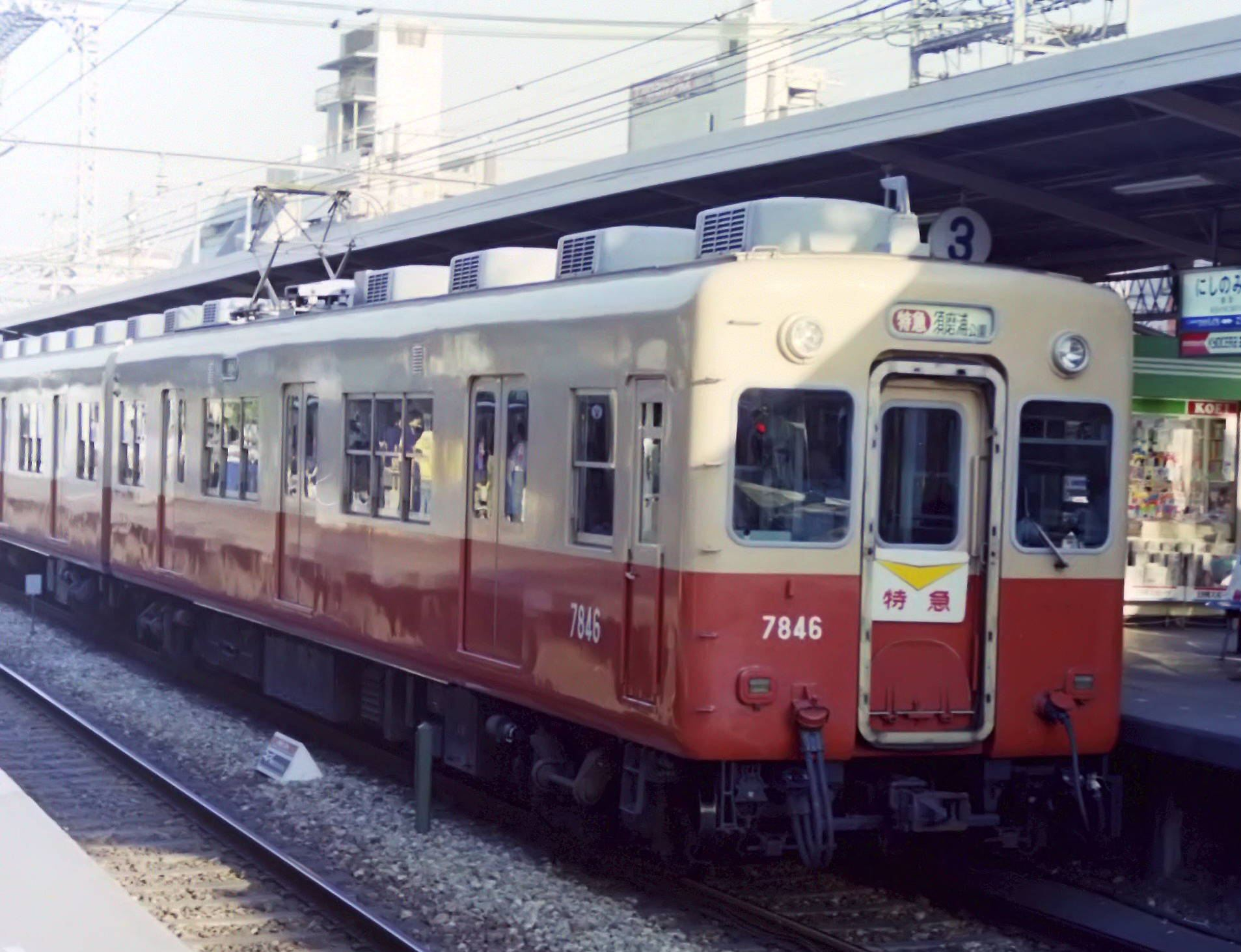
改造種車の7801・7901形3次車

1970年に阪神初の冷房車として登場した電機子チョッパ制御車の7001形、および抵抗制御車の7801形3次車（7840以降）は、登場以来20年を経過したことから車体更新の時期を迎えており、この機会により省エネルギー効率が高くメンテナンスフリーにも優れた制御器に換装することを計画していた。
更新に際しては、制御装置に回生・抑速ブレーキ付きの界磁添加励磁制御が採用された。阪神で制御器を更新した系列としては界磁チョッパ制御を採用した3000系の前例があるが、抵抗制御から界磁チョッパ制御にした場合、主電動機を直巻式から複巻式に換装する必要があり、主電動機が流用できないデメリットがあった。界磁添加励磁制御では直巻電動機の流用が可能なことから、2000系で阪神初の採用となった。

## 改造の概要
7001形および7801形3次車から本系列への改造の概要は以下のとおりである。

### 編成構成
それまでの7001形4連基本、7801形2連基本だったものを、8000系や先に改造された8801形同様、3両ユニットを2組組み合わせた6両固定編成とした。形式は、パンタグラフのないM車が2001形、パンタグラフのあるM車が2101形、Tc車が2201形で、末尾奇数番号が大阪寄り、偶数番号が神戸寄りである。当初は「4000系」の形式が予定されていたという。
1990年から1993年にかけて、8編成48両が竣工した。最初の6編成は側窓が従来式の7001・7001形と7801・7901形からの改造となったが、最後の2編成は全車とも側窓がユニット窓式の7001・7101形からの改造となっている。
第1次車の2201Fから第6次車の2211Fまでは、7001形M2車と神戸方Tc車の間に7801形3次車を組み込み、旧T車の7940 - 7950に電装改造を実施して2001形2002 - 2012と改番し、旧Mc車の7840 - 7850の運転台を撤去して2101形2102 - 2112と改番した。
第7次車の2213Fと第8次車の2215Fは、残った7001形4連×3本のうち、7117Fを分解して7113F・7115Fに組み込んで6連×2本とした。その際、2213Fに組み込まれた7118、2215Fに組み込まれた7117は運転台を撤去のうえ電装改造を実施され、それぞれ2101形2114と2001形2016に改番された。なお、2016は種車の運転台の向きの関係から、中間車改造を受けた先頭車のうち、唯一旧運転台の向きが大阪方である。
7001形および7801形3次車から本系列への改番は下表のとおり。なお、表中の「*」印は中間に組み込まれた運転台の向きを示す。
|                   | ← 梅田元町 →        |                   |                     |                     |                      |                     |                                                   |
| 新車種 （旧車種） | クハ Tc (クハ) (Tc) | モハ M (モハ) (M) | モハ M' (モハ) (M') | モハ M' (サハ) (T)  | モハ M (クモハ) (Mc) | クハ Tc (クハ) (Tc) | 備考                                              |
| 新番号 （旧番号） | 2201 (7101)         | 2101 (7001)       | 2001 (7002)         | 2002 (*7940)        | 2102* (7840*)        | 2202 (7102)         |                                                   |
| 新番号 （旧番号） | 2203 (7103)         | 2103 (7003)       | 2003 (7004)         | 2004 (*7942)        | 2104* (7842*)        | 2204 (7104)         |                                                   |
| 新番号 （旧番号） | 2205 (7105)         | 2105 (7005)       | 2005 (7006)         | 2006 (*7944)        | 2106* (7844*)        | 2206 (7106)         |                                                   |
| 新番号 （旧番号） | 2207 (7107)         | 2107 (7007)       | 2007 (7008)         | 2008 (*7946)        | 2108* (7846*)        | 2208 (7108)         |                                                   |
| 新番号 （旧番号） | 2209 (7109)         | 2109 (7009)       | 2009 (7010)         | 2010 (*7948)        | 2110* (7848*)        | 2210 (7110)         | 2210は前面の片側前照灯が 真ん中に少し寄っている。 |
| 新番号 （旧番号） | 2211 (7111)         | 2111 (7011)       | 2011 (7012)         | 2012 (*7950)        | 2112* (7850*)        | 2212 (7112)         |                                                   |
| 新形式 （旧形式） | クハ Tc (クハ) (Tc) | モハ M (モハ) (M) | モハ M' (モハ) (M') | モハ M' (モハ) (M') | モハ M (クハ) (Tc)   | クハ Tc (クハ) (Tc) |                                                   |
| 新番号 （旧番号） | 2213 (7113)         | 2113 (7013)       | 2013 (7014)         | 2014 (7018)         | 2114* (7118*)        | 2214 (7114)         |                                                   |
| 新形式 （旧形式） | Tc (クハ) (Tc)      | M (モハ) (M)      | M' (モハ) (M')      | M' (クハ) (Tc)      | M (モハ) (M)         | Tc (クハ) (Tc)      |                                                   |
| 新番号 （旧番号） | 2215 (7115)         | 2115 (7015)       | 2015 (7016)         | *2016 (*7117)       | 2116 (7017)          | 2216 (7116)         |                                                   |

### 車体
他編成との併結を前提としないため、前頭部は先行する普通系車両の固定編成化改造車に準じた改造が行われた。2201形は前頭部の貫通幌と渡り板が撤去され、ステンレス製の飾り枠が取り付けられた。連結器周辺もジャンパ栓受などが撤去され、すっきりした見付となった。
検査入場時の整備の際、ユニット単位で整備を行うことから、2000形の奇数番号車は神戸寄り、偶数番号車は大阪寄りに簡易運転台を設置した。旧7001形M2車だった2001形奇数番号車にとっては簡易運転台が復活したことになる。
運転台撤去改造を受けた車両の窓配置は、いずれも11D3D3D2である。また、運転台撤去部分は先に固定編成改造を実施された5001形（2代）および5131形・5331形といった普通系車両同様、従来の運転台部分の三面折妻の形態を残している。
車内の見付は、化粧板が8000系タイプII以降と同じベージュ系のチェック模様となり、第2次車2203F以降では8000系8233Fで採用したLED式車内案内表示装置を、客用扉上部の山側2か所・海側1か所に配置している。また、第6次車2211F以降は、8000系タイプIIと同様にドアの内側に化粧板を張ったタイプに変更されている。

### 主要機器
パンタグラフは、2101形奇数番号車は2基搭載し、2101形偶数番号車は大阪方に1基搭載した。これは種車の大多数を占める旧7001形M1車および7801形3次車のパンタグラフ搭載位置を踏襲したものだが、旧7001形のみで編成された2113・2115Fでは少し異なり、旧7118の2114は電装改造時に大阪方にパンタグラフを1基搭載したが、旧7017の2116は改造時に神戸方のパンタグラフを撤去した。
連結器は、先頭車の運転台側と2001形のユニット間がバンドン式密着連結器を装備し、その他の中間部は棒連結器を装備した。
冷房装置はMAU-13Hで変更はないが、2201形の最前部の冷房装置のみ、乗務員室の冷房化を図るため、こちらも5001形（2代）および5131形・5331形同様、CU-10Hに換装された。
制御装置は、種車のCFM-118-15H（7001形）、ABFM-114-15-MC（7801形）から、三菱電機製の界磁添加励磁制御器であるABFM-118-15-MRHに換装し、2101形に搭載した。この制御器は1台のコントローラーで2両分8台の主電動機を制御する1C8M方式である。
主電動機は種車の東洋電機製造製TDK-814-A,A1,TDK-814/2-A2を流用したが、第5次車の2209Fの電動車である2009・2010・2109・2110の4両は、出力124kWのTDK-8142-Aに換装しパワーアップを図った。
補助電源装置は、従来の電動発電機（MG）から静止形インバータ（SIV）に変更された。旧7101形奇数車、旧7001形M2および7901形が搭載していた出力70kVAのMGであるCLG-346Gから、出力140kVAのSIVであるNC-FAT140Cに換装、2001形に搭載した。搭載基数は3基から2基に減少したが、トータルの出力では向上している。

## 変遷

### 改造後
本系列は、第1次車の2201Fのうち、大阪方ユニットの2201 - 2101 - 2001が1990年9月に武庫川車両工業で竣功、11月に神戸方ユニットの2002 - 2102 - 2202が竣功して6連を組成、試運転後、年末から旧7001形時代と同様に優等列車運用に投入されて、当時阪神の急行系車両が運行されていた阪神本線 - 神戸高速鉄道東西線 - 山陽電気鉄道本線須磨浦公園駅までの全区間で、特急から準急まですべての急行系車両を使用する列車で幅広い運用を開始した。
本系列への改造は順調に進み、1991年3月に登場した第2次車2203F以降も、大阪方ユニットの登場後2 - 3か月後に神戸方ユニットが登場して6連を組成するというパターンを繰り返し、1993年1月には6次車2211Fまで竣功して7801形3次車は消滅した。引き続いて7001形の残る3編成の改造も行われ、同年11月に2215Fの神戸方ユニットである2016 - 2116 - 2216が竣功して2000系への改造が完了、8編成48両が揃った。全車登場後、当時最新鋭の8000系とともに急行系車両の主力として運用されていた。
1994年より、先頭車に8000系と同様のスカートの取付を開始した。最初の施工車は2205編成である。

### 震災後
1995年1月17日に発生した阪神・淡路大震災によって、2000系は8編成中5編成30両が被災した。被災編成と被災箇所およびその後の経過については以下のとおり。なお、本系列は同一系列中半数以上の車両が被災しており、全編成が被災した5261形1次車に次ぐ高い被災率である。
- 2201F：三宮発高速神戸行き急行として運行中、三宮駅 - 元町駅間走行中に被災。車体が側壁および間柱に衝突して全車破損。
- 2207F：御影駅1番線留置中に被災、脱線。
- 2211F：石屋川車庫11番線留置中に被災、脱線。
- 2213F：石屋川車庫7番線留置中に被災、脱線。
- 2215F：石屋川車庫9番線留置中に被災、脱線。

被災各編成の経過は以下の通り。被災30両のうち、12両が廃車となった。
- 2201Fは神戸市内地下線復旧工事に伴い、西灘駅西方の地上区間に搬出。その後大阪市西淀川区の埋立地に設けられた仮設の被災車両置き場に搬入、7月6日付で廃車。
- 2207Fは脱線復旧後、青木駅 - 御影駅間の復旧に先んじて尼崎車庫に収容、5月15日復旧。
- 2211Fは仮設の被災車両置き場搬出後、尼崎車庫に搬送のうえ修繕。2012 - 2112 - 2212が4月19日に、2211 - 2111 - 2011が4月26日に復旧。石屋川車庫被災車の復旧第1号となった[4]。
- 2213F・2215Fは仮設の被災車両置き場搬出後、2213・2013・2014・2115が3月31日付で、2114・2214が7月6日付でそれぞれ廃車となった。2213F中ただ1両残った2113を、2215Fで唯一廃車となった2115の位置に組み込んで修繕を実施、2215 - 2113 - 2015が7月17日に、2016 - 2116 - 2216が7月20日に復旧して新2215Fを組成した。

震災後の本系列は2編成減の6編成36両となり、震災後に緊急投入された9000系や8000・3000系などとともに従前どおり急行系車両の主力として運用された。この間、震災前から行われていた先頭車へのスカート取付工事は継続して施工され、全編成への装着が完了した。
震災復旧後、集電状況の長期試験として編成中3基のパンタグラフのうちの1基を上げずに2基のみで運用したところ、パンタグラフ離線による回生ブレーキ失効等の悪影響は発生しなかった。このため、1997年以降全般検査に入場した車両から旧7001形M1車改造の2101形奇数車に2基搭載されているパンタグラフのうち神戸方の1基を撤去する改造を実施、全編成とも施行された。

### 終焉

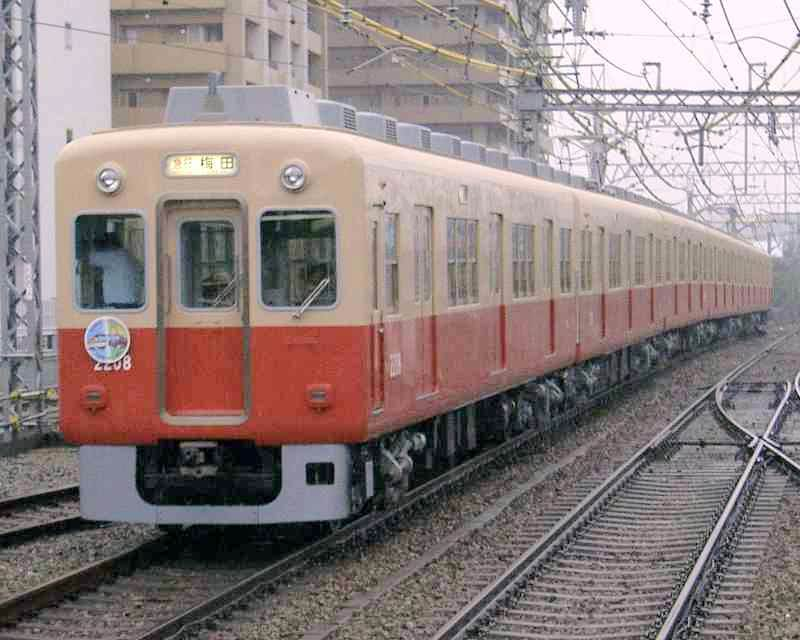
連結器交換後の2000系 尼崎駅付近にて

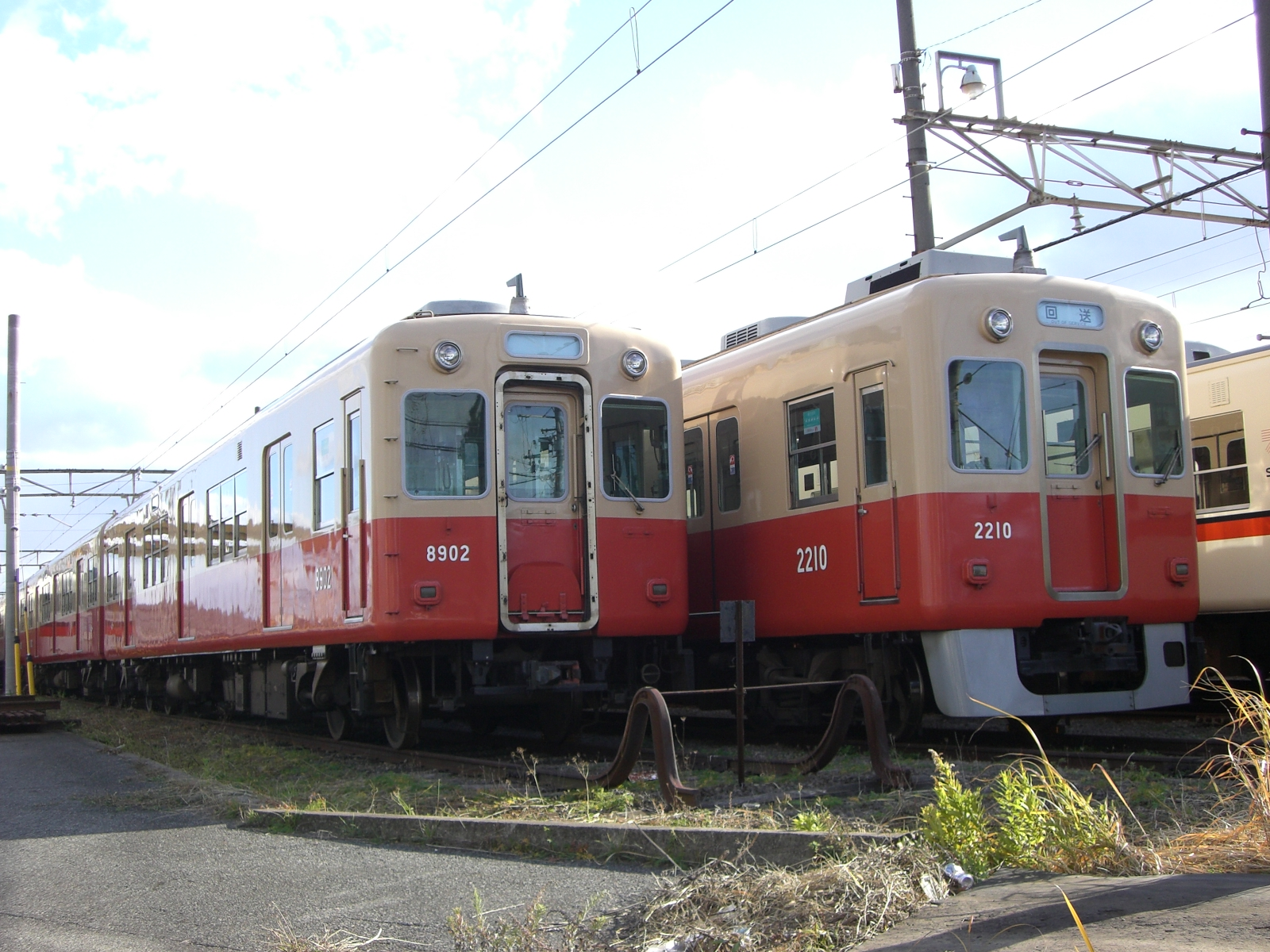
山陽電鉄東二見車庫に回送された2210と8902

2006年からは2009年3月20日からの西大阪線（現・阪神なんば線）難波延長に伴う近畿日本鉄道奈良線との相互直通運転に備えて、バンドン式密着連結器から廻り子式密着連結器への換装を開始、本系列でも2205Fより連結器の換装を実施された。
2006年には1000系が登場し、2007年10月に営業運転を開始した。この代替として2203Fが2008年2月26日付で廃車となり、2000系では震災以来初の廃車となった。
2209Fは山陽電鉄の東二見車庫で留置されていたが、2009年に廃車となった。同年にはラストナンバーの2215Fが廃車となり、2000系からユニット窓車の編成が消滅した。2010年2月には1000系1211Fの代替として2205Fが廃車となり、この時点で2000系の残存車は6両編成2本の12両のみとなった。
その後も1000系への置き換えが進められ、最後まで残っていた2211F・2207Fも2011年6月に運用を離脱した。同年7月1日付で2211Fが、9月5日付で2207Fがそれぞれ廃車となり、2000系は全廃となった。2000系の運用離脱により、副標を貫通扉に掲出する編成も消滅した。
本系列は8701・8801・8901形とともに、山陽姫路方面・近鉄奈良方面いずれにも対応していなかったことから、早期廃車対象とされた。

## 編成表

### 改造当初
震災の前日、1995年1月16日現在。
| ← 梅田元町 → | ← 梅田元町 → | ← 梅田元町 → | ← 梅田元町 → | ← 梅田元町 → | ← 梅田元町 → | 備考                    |  |
| クハ Tc1     | モハ M       | モハ M'      | モハ M'      | モハ M       | クハ Tc2     |                         |  |
| 2201         | 2101         | 2001         | 2002         | 2102         | 2202         | 全車とも震災廃車        |  |
| 2203         | 2103         | 2003         | 2004         | 2104         | 2204         |                         |  |
| 2205         | 2105         | 2005         | 2006         | 2106         | 2206         |                         |  |
| 2207         | 2107         | 2007         | 2008         | 2108         | 2208         |                         |  |
| 2209         | 2109         | 2009         | 2010         | 2110         | 2210         |                         |  |
| 2211         | 2111         | 2011         | 2012         | 2112         | 2212         |                         |  |
| 2213         | 2113         | 2013         | 2014         | 2114         | 2214         | 2113以外の5両は震災廃車 |  |
| 2215         | 2115         | 2015         | 2016         | 2116         | 2216         | 2115は震災廃車          |  |

### 震災復旧後
2006年4月1日現在。震災復旧以降の編成。
| ← 梅田元町 → | ← 梅田元町 → | ← 梅田元町 → | ← 梅田元町 → | ← 梅田元町 → | ← 梅田元町 → | 廃車          | 備考 |
| クハ Tc1     | モハ M       | モハ M'      | モハ M'      | モハ M       | クハ Tc2     |               |      |
| 2203         | 2103         | 2003         | 2004         | 2104         | 2204         | 2008年2月26日 |      |
| 2205         | 2105         | 2005         | 2006         | 2106         | 2206         | 2010年2月8日  |      |
| 2207         | 2107         | 2007         | 2008         | 2108         | 2208         | 2011年9月5日  |      |
| 2209         | 2109         | 2009         | 2010         | 2110         | 2210         | 2009年3月6日  |      |
| 2211         | 2111         | 2011         | 2012         | 2112         | 2212         | 2011年7月1日  |      |
| 2215         | 2113         | 2015         | 2016         | 2116         | 2216         | 2009年3月31日 |      |